# Argyreia erinacea
Argyreia erinacea är en vindeväxtart som beskrevs av V. Ooststr. Argyreia erinacea ingår i släktet Argyreia och familjen vindeväxter. Inga underarter finns listade i Catalogue of Life.